# Syzygium bakoense
Syzygium bakoense är en myrtenväxtart som beskrevs av Peter Shaw Ashton. Syzygium bakoense ingår i släktet Syzygium och familjen myrtenväxter. Inga underarter finns listade i Catalogue of Life.